# Noomi Rapace
Noomi Rapace (Hudiksvall, Suècia, 28 de desembre de 1979) és una actriu sueca nascuda amb el nom Noomi Norén.

## Biografia
El seu pare va ser el cantant de flamenc Rogelio Durán, natural de Badajoz (Espanya), a qui no va conèixer fins als 15 anys. Noomi Rapace va estar casada amb l'actor Ola Rapace, amb el qual té un fill. Es divorciaren l'any 2010.
Va passar la seva infància entre Järna (Suècia) i Flúðir (Islàndia). A l'edat de set anys, va prendre part en el film Í skugga hrafnsins de Hrafn Gunnlaugsson. Aquesta experiència va fer que decidís ser actriu. Va debutar en televisió el 1996 en el paper de Lucinda Gonzales en la sèrie Tre kronor.
Noomi Rapace va estudiar a Skara Skolscen entre 1998 i 1999. Ha actuat en el Theater Plaza (2000-2001), Orionteatern (2001), Teater Galeasen (2002), Stockholms stadsteater (2003) i en el Royal Dramatic Theatre.
El 2009, va interpretar el paper de Lisbeth Salander en les pel·lícules Els homes que no estimaven les dones, La noia que somiava un llumí i un bidó de gasolina i La reina al palau dels corrents d'aire, dirigides pels directors Niels Cremen Oplev la primera i per Daniel Alfredson la segona i la tercera. Les pel·lícules estan basades en les obres homònimes de la saga Millenium de l'escriptor suec Stieg Larsson. Rapace va guanyar el premi Guldbagge (el màxim premi cinematogràfic de Suècia),va ser nominada a un premi BAFTA i a un Premi de Cinema Europeu. Les tres pel·lícules es van tornar a muntar posteriorment com una minisèrie de sis parts emesa a la televisió sueca anomenada Millennium, per la qual l'actriu va rebre una nominació al premi Emmy internacional a la millor actriu.

## Filmografia principal
- 1988 - Í skugga hrafnsins
- 1997 - Sanning eller konsekvens: Nadja
- 2003 - Capricciosa: Elvira
- 2003 - En utflykt till månens baksida: Andrea
- 2005 - Toleransens gränser: mare
- 2005 - Blodsbröder: Veronica
- 2006 - Du & jag: Maja
- 2007 - Daisy Diamond: Anna
- 2009 - Els homes que no estimaven les dones (Män som hatar kvinnor): Lisbeth Salander
- 2009 - La noia que somiava un llumí i un bidó de gasolina (Flickan som lekte med elden): Lisbeth Salander
- 2009 - La reina al palau dels corrents d'aire (Luftslottet som sprängdes): Lisbeth Salander
- 2010 - Svinalängorna: Leena
- 2011 - Sherlock Holmes: Un joc d'ombres: Simza
- 2012 - Prometheus: Elizabeth Shaw
- 2016 - Codi obert
- 2017 - What Happened to Monday
- 2021 - Lamb

## Premis i nominacions
- 2011. Nominada al premi BAFTA a la millor actriu per Els homes que no estimaven les dones